# Seznam hrvaških igralcev
Seznam hrvaških igralcev.

## A
- Dejan Aćimović
- Vjekoslav Afrić
- Marija Aleksić
- Božidar Alić
- Saša Anočić
- Živko Anočić
- Zdenka Anušić
- Inge Appelt
- Cintija Ašperger

## B
- Katarina Baban
- Nada Babić
- Višnja Babić
- Ivo Badalić
- Drago Bahun (igralec)
- Boris Bakal
- Olivera Baljak
- Vid Balog
- Csilla Barath Bastaić
- Lana Barić
- Relja Bašić
- Milivoj Beader
- Bruna Bebić-Tudor
- Ana Begić Tahiri
- Ena Begović
- Mia Begović
- Viktor Bek
- Anita Berisha
- Vicko Bilandžić
- Jasna Bilušić
- Katarina Bistrović-Darvaš
- Rene Bitorajac
- Stahinja Blažić
- Božidar Boban
- Ivana Boban
- Goran Bogdan
- Ines Bojanić
- Mirko Boman
- Kristian Bonačić
- Marija Borić
- Etta Bortolazzi
- Marko Braić
- Slavko Brankov
- Ivan Brkić
- Rikard Brzeska
- Dušan Bućan
- Pero Budak
- Robert Budak
- Amir Bukvić (bos.-hrv.)
- Amar Bukvić
- Karlo Bulić
- Senka Bulić
- Bogdan Buljan
- Helena Buljan
- Ratko Buljan
- Saša Buneta
- Zlatko Burić - Kićo (dansko-hrvaški)
- Nikša Butijer
- Boris Buzančić

## C
- Petra Cicvarić
- Marko Cindrić
- Zlatko Crnković
- Marija Crnobori
- Nenad Cvetko
- Nadia Cvitanović
- Zrinka Cvitešić
- Aleksandar Cvjetković

## Č
- Velimir Čokljat
- Zoran Čubrilo
- Arijana Čulina
- Dražen Čuček

## Ć
- Petar Ćiritović
- Dado Ćosić

## D
- Nataša Dangubić
- Dragan Despot
- Franjo Dijak
- Jurica Dijaković
- Mila Dimitrijević (1877-1972)
- Slobodan Dimitrijević (srb.-hrv.)
- Vanja Drach
- Luka Dragić
- Ervina Dragman
- Sanja Drakulić
- Vlatko Dulić
- Željko Duvnjak
- Boris Dvornik
- Danijela Dvornik

## Đ
- Jadranka Đokić
- Ivan Đuričić

## E
- Mila Elegović
- Matea Elezović
- Nina Erak-Svrtan
- Mate Ergović
- Nela Eržišnik

## F
- Uliks Fehmiu
- Zvonimir Ferenčić
- Dunja Figenvald Puletić (Dunja Lango)
- Tarik Filipović (bos.-hrv.)
- Božidarka Frait
- Judita Franković Brdar
- Mira Furlan

## G
- Nada Gačešić-Livaković
- Gordana Gadžić
- Filip Gajić
- Tamara Garbajs
- Emil Glad
- [Ratko Glavina]]
- Lana Gojak
- Ivan Glowatzky
- Ozren Grabarić
- Zijad Gračić
- Bojana Gregorić
- Ivo Gregurević
- Goran Grgić
- Josip (Joža) Gregorin
- Mato Grković
- Špiro Guberina
- Mate Gulin

## H
- Izet Hajdarhodžić
- Ivan Herceg
- Zdenka Heršak
- Marijan Hinteregger

## I
- Inge Ilin
- Biserka Ipša
- Nives Ivanković
- Đurđa Ivezić
- Ilija Ivezić

## J
- Darko Janeš
- Nataša Janjić
- Bobo Jelčić
- Zdenko Jelčić
- Vida Jerman
- Asja Jovanović
- Ljubica Jović
- Franjo Jurčec
- Tvrtko Jurić
- Filip Juričić
- Mijo Jurišić
- Trpimir Jurkić

## K
- Jagoda Kaloper
- Ljubomir Kapor
- Edita Karađole
- Damir Karakaš?
- Ana Karić
- Sonja Kastl
- Blaženka Katalinić
- Alan Katić
- Slavica Kaurić
- Hrvoje Kečkeš
- Zoran Kelava
- Jan Kerekeš
- Ljubomir Kerekeš
- Asja Kisić
- Vanča Kljaković
- Dragutin Klobučar
- Hrvoje Klobučar
- Vlasta Knezović
- Slavica Knežević
- Marija Kobić
- Nela Kocsis
- Oja Kodar
- Marija Kohn
- Uglješa Kojadinović
- Irena Kolesar
- Željko Konigsknecht
- Fahro Konjhodžić
- Silva Košćina (Sylva Koscina/Koskinou: hrvaško-italijanska grško-poljskega rodu)
- Igor Kovač
- Mario Kovač
- Sonja Kovač
- Mia Krajcar
- Božena Kralj(eva)
- Mirko Kraljev
- Petra Kraljev
- Ana Kraljević
- Vinko Kraljević
- Drago Krča
- Kristina Krepela
- Dean Krivačić
- Filip Križan
- Stevo Krnjajić
- Ante Krstulović
- Zdravka Krstulović
- Branko Kubik
- Dražen Kühn
- Elizabeta Kukić
- Jagoda Kumrić
- Lujo Kunčević
- Ivan Ivica Kunej
- Robert Kur-baša
- Petra Kurtela
- Emil Kutijaro
- Pero Kvrgić

## L
- Dolores Lambaša
- Frano Lasić
- Sven Lasta
- Jozo Laurenčić
- Tihana Lazović
- Vladimir Leib
- Viktor Leljak
- Zvonko Lepetić
- Marinko Leš
- Tomislav Lipljin
- Tesa Litvan
- Danko Ljuština
- Branka Lončar
- Damir Lončar
- Sandra Lončarić
- Tonko Lonza
- Daria Lorenci
- Karmen Sunčana Lovrić
- Leon Lučev

## M
- Zlatko Madunić
- Franjo Majetić
- Ana Majhenić
- Mirjana Majurec
- Ana Maras
- Mirna Maras
- Jerko Marčić
- Robert Mareković
- Ksenija Marinković
- Pavo Marinković
- Damir Markovina
- Josip Bobi Marotti
- Josip Marušić
- Tana Mascarelli
- Frano Mašković
- Stojan Matavulj
- Sanya Mateyas (Sanja Matejaš)
- Anja Matković
- Vilim Matula
- Mirna Medaković
- Vladimir Medar
- Sven Medvešek
- Igor Mešin
- Iva Mihalić
- Mirna Mihelčić
- Milica Mihičić
- Krešimir Mikić
- Marijana Mikulić
- Darko Milas
- Dragan Milivojević
- Helena Minić Matanić
- Vera Misita
- Vedran Mlikota
- Duško Modrinić
- Sreten Mokrović

## N
- Mustafa Nadarević
- Ana Uršula Najev
- Antun "Tonči" Nalis
- Bojan Navojec
- Goran Navojec
- Maja Nekić
- Marina Nemet
- Tena Nemet Brankov
- Suzana Nikolić
- Barbara Nola
- Filip Nola

## O
- Zoja Odak
- Jasna Odorčić
- Ecija Ojdanić
- Marija Omaljev-Grbić?
- Mia Oremović
- Božidar Orešković
- Dubravka Ostojić
- Zlatko Ožbolt

## P
- Ivica Pajer
- Ksenija Pajić
- Olga Pakalović
- Leona Paraminski
- Tomislav Pavlić
- Tijana Pečenčić
- Ksenija Pajić
- Ana-Marija Percaić
- Jelena Perčin
- Borko Perić
- Stjepan Perić
- Edo Peročević
- Željko Pervan
- Josip Petričić
- Maja Petrin
- Adrian Pezdirc
- Doris Pinčić-Rogoznica
- Hermina Pipinić
- Branko Pleša
- Damir Poljičak
- Janko Popović Volarić
- Siniša Popović
- Žarko Potočnjak
- Marinko Prga
- Zoran Pribičević
- Alma Prica
- Barbara Prpić
- Matija Prskalo
- Ivica Prtenjača
- Ivica Pucar

## R
- Žarko Radić
- Vanessa Radman
- Filip Radoš
- Janko Rakoš
- Janko Rakuša
- Anđela Ramljak
- Đorđe Rapajić
- Urša Raukar
- Marina Redžepović
- Barbara Rocco
- Dino Rogić
- Zvonimir Rogoz
- Stipe Radoja
- Tara Rosandić
- Ivana Roščić
- Rakan Rushaidat
- Siniša Ružić

## S
- Martin Sagner (Dudek)
- Igor Serdar
- Ivo Serdar
- Roko Sikavica
- Snježana Sinovčić-Šiškov
- Božidar Smiljanić
- Branko Smiljanić
- Slavko Sobin
- Semka Sokolović-Bertok
- Sara Stanić
- Antonija Stanišić
- Ivana Starčević (Rushaidat)
- Vesna Stilinović
- Martina Stjepanović
- Tito Strozzi
- Boris Svrtan
- Petra Svrtan

## Š
- Alen Šalinović
- Ivan Šarić
- Doris Šarić-Kukuljica
- Joža Šeb
- Miro Šegrt
- Lucija Šerbedžija
- Rade Šerbedžija
- Mladen Šerment
- Kaja Šišmanović
- Marija Škaričić
- Antonija Šola
- Tamara Šoletić
- Fabijan Šovagović
- Filip Šovagović
- Anja Šovagović-Despot
- Slaven Španović
- Branko Špoljar
- Vlado Štefančić
- Milan Štrljić
- Iva Šulentić

## T
- Tomislav Tanhofer
- Petra Težak
- Tara Thaller
- Zvonko Tkalec
- Vesna Tominac Matačić
- Branka Trlin-Matula
- Milada Trstenjak

## U
- Asim Ugljen
- Kristijan Ugrina
- Robert Ugrina
- Đuro Utješanović

## V
- Mario Valentić
- Mladen Vasary
- Sanja Vejnović
- Enes Vejzović
- Jelena Veljača
- Barbara Vicković
- Karmela Vidak
- Mateo Videk
- Filip Vidović
- Ivica Vidović
- Luka Vidović
- Dijana Vidušin
- Ana Vilenica
- Nina Violić
- Iva Visković
- Goran Višnjić
- Ornela Vištica
- Antun Vrdoljak
- Severina Vučković
- Jelena Vukmirica
- Željko Vukmirica
- Mladen Vulić
- Predrag Vušović

## Z
- Mirta Zečević
- Krešimir Zidarić
- Ranko Zidarić
- Vera Zima
- Jani Zombori
- Zvonimir Zoričić